# Aeroportul Erie
Aeroportul Erie (IATA: ERI, ICAO: KERI, FAA LID: ERI) este un aeroport din Pennsylvania, Statele Unite ale Americii ce deservește zona Erie. Aeroportul a fost tranzitat în 2019 de 213.440 de pasageri.
Situat la o altitudine de 223 m, aeroportul dispune de 2 piste.

## Infrastructură

### Piste
Aeroportul dispune de 2 piste. Pista 02/20 are suprafața de asfalt și dimensiunile 3.508 picioare × 150 picioare. Pista 06/24 are suprafața de asfalt și dimensiunile 8.420 picioare × 150 picioare. 